# موسونية مملدة
موسونية مملدة (الاسم العلمي:Moussonia viminalis) هي نوع من النباتات تتبع جنس الموسونية من الفصيلة الغزنرية.